# Dies sanguinis
Dies sanguinis (Dzień Krwi) - święto w starożytnym Rzymie ku czci bóstw: Kybele, Attisa i Bellony.
Przypadało w dniu 24 marca. Wówczas kapłani Kybele, zwani gallami, biczowali siebie wzajemnie, aż krew opryskiwała ołtarze i posągi bóstw. Dokonywali też samokastracji na pamiątkę samookaleczenia Attisa, identyfikując się z cierpieniem bóstwa. 
Także kapłani Bellony w tym dniu, zwanym przez nich Dniem Bellony, zadawali sobie rany i pili krew ofiarną.
Następny dzień 25 marca, zwany Hilariami, był świętem zmartwychwstania Attisa, wesołym dniem odnowionej radości i nadziei. W dniu 27 marca posąg Kybele był kąpany w rzece.